# Falk Balzer
Pour les articles homonymes, voir Balzer.
Falk Balzer, né le 14 décembre 1973 à Leipzig, est un athlète allemand spécialiste du 110 m haies.

## Carrière
En 1998, il remporte la médaille d'argent des Championnats d'Europe de Budapest derrière le Britannique Colin Jackson, et remporte en fin de saison le 110 m haies de la Coupe du monde des nations de Johannesburg. L'année suivante, l'Allemand décroche la médaille de bronze du 60 m haies des Mondiaux en salle de Maebashi, derrière Colin Jackson et l'Américain Reggie Torian, et se classe 5e de la  finale des Championnats du monde de Séville. 
Contrôlé positif à la nandrolone en janvier 2001, il est suspendu pendant 2 ans par la fédération allemande d'athlétisme.
Il est le fils de Karin Balzer, championne olympique est-allemande du 80 m haies aux Jeux de Tokyo en 1964.
Il entraine désormais en République tchèque et s'occupe notamment de Zuzana Hejnová, championne du monde 2013 et 2015 du 400 m haies.

## Records personnels
- 110 m haies : 13 s 10 (13/09/1998, Johannesburg)
- 60 m haies : 7 s 41 (29/01/1999, Chemnitz)

## Palmarès
- Championnats d'Europe d'athlétisme 1998 à Budapest :
  -  Médaille d'argent du 110 m haies
- Championnats du monde en salle 1999 à Maebashi :
  -  Médaille de bronze du 60 m haies